# Августа Шлезвіг-Гольштейн-Зондербург-Глюксбурзька (1844—1932)
Августа Шлезвіг-Гольштейн-Зондербург-Глюксбурзька (нім. Auguste von Schleswig-Holstein-Sonderburg-Glücksburg, 27 лютого 1844 — 16 вересня 1932) — принцеса Шлезвіг-Гольштейн-Зондербург-Глюксбурзька з династії Глюксбургів, донька третього герцога Шлезвіг-Гольштейн-Зондербург-Глюксбурзького Фрідріха та принцеси цу Шаумбург-Ліппе Адельгейди, дружина прусського контрадмірала Вільгельма Гессен-Філіпсталь-Бархфельдського.

## Життєпис
Августа народилась 27 лютого 1844 року у Кілі. Вона стала первістком в родині принца Шлезвіг-Гольштейн-Зондербург-Глюксбурзького  Фрідріха та його дружини Адельгейди Шаумбург-Ліппської, з'явившись на світ під час їхнього першого шлюбу.
Коли їй було чотири, батьки розлучилися, поєднавшись знову у 1854 році. Від їхнього другого шлюбу в Августи з'явилося четверо молодших братів та сестер.
1878 року Фрідріх став герцогом  Шлезвіг-Гольштейн-Зондербург-Глюксбурзьким.
Августа вийшла заміж досить пізно — у 40 років. Її пошлюбив 53-річний прусський контрадмірал Вільгельм Гессен-Філіпсталь-Бархфельдський. Для нареченого це був четвертий шлюб, і він мав шестеро дітей. Весілля відбулося в Луїзенлунді 6 грудня 1884 року.
За два с половиною роки у подружжя народився єдиний син. Під час Першої світової вийшов з армії на знак протесту проти політики Німеччини щодо необмеженої підводної війни. Був одружений з американкою Елізабет Рейд-Роджерс, після її смерті — з Енн Перл Еверетт, мав четверо дітей від першого шлюбу.
17 січня 1890 року Вільгельм пішов з життя. Августа пережила його на кілька десятиріч. Померла вона 16 вересня 1932 року у Ротенбурзі, маючи онуків.

## Родина
Чоловік —Вільгельм Гессен-Філіпсталь-Бархфельдський
Діти:
- Крістіан (1887—1971) — німецький військовий морський офіцер